# Gabu (région)
Pour les articles homonymes, voir Gabu.
Gabú est une région de Guinée-Bissau. Sa capitale est Gabú.

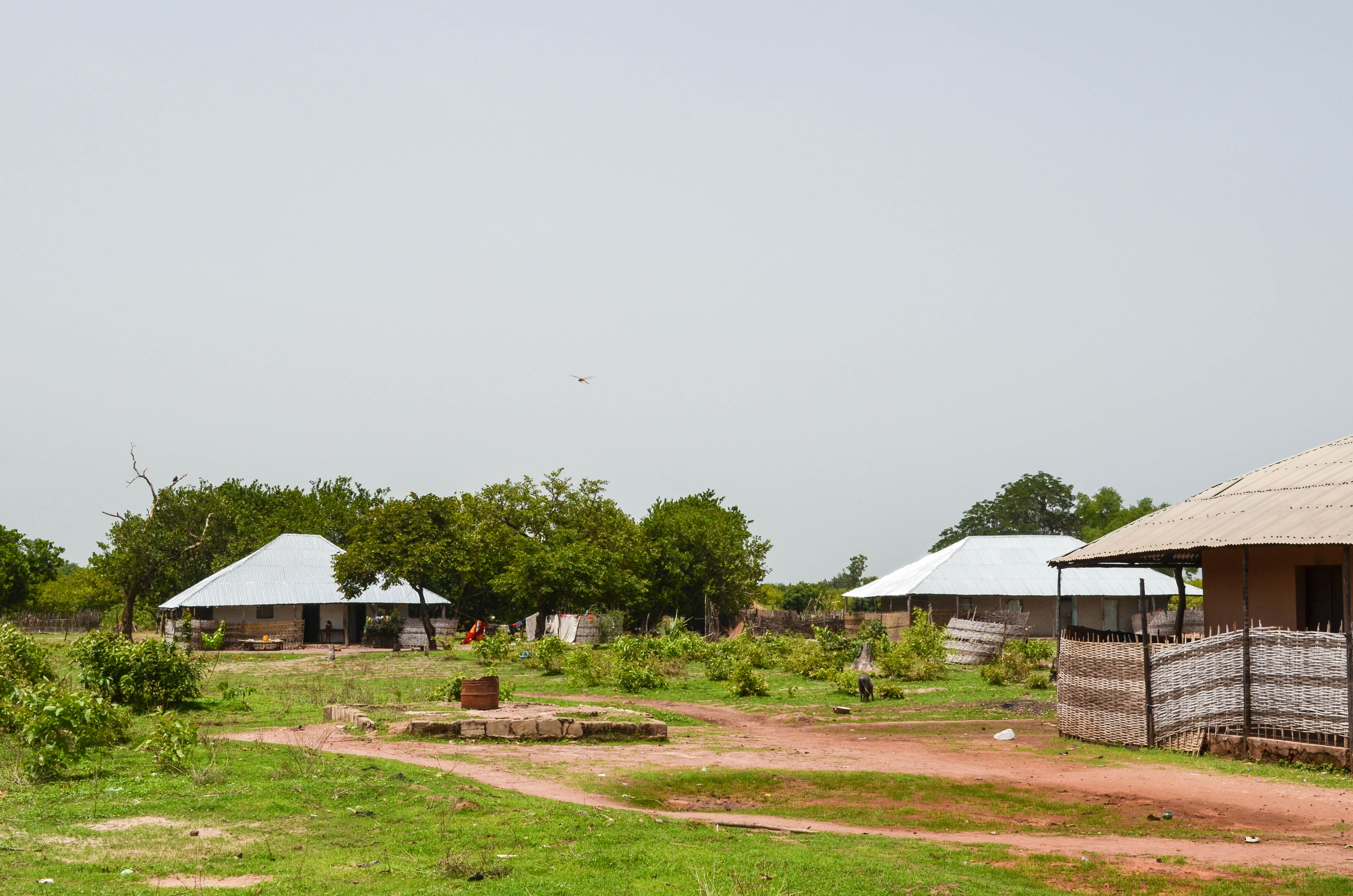
Maisons près de Gabu Koundara. Piche près de la frontière de la Guinée-Bissau avec la Guinée.

## Géographie
La région possède une frontière avec le Sénégal au nord et la Guinée à l'est et au sud.

## Historique
Du XIIIe siècle au XIXe siècle, le royaume Kaabu exista dans cette région.

## Secteurs

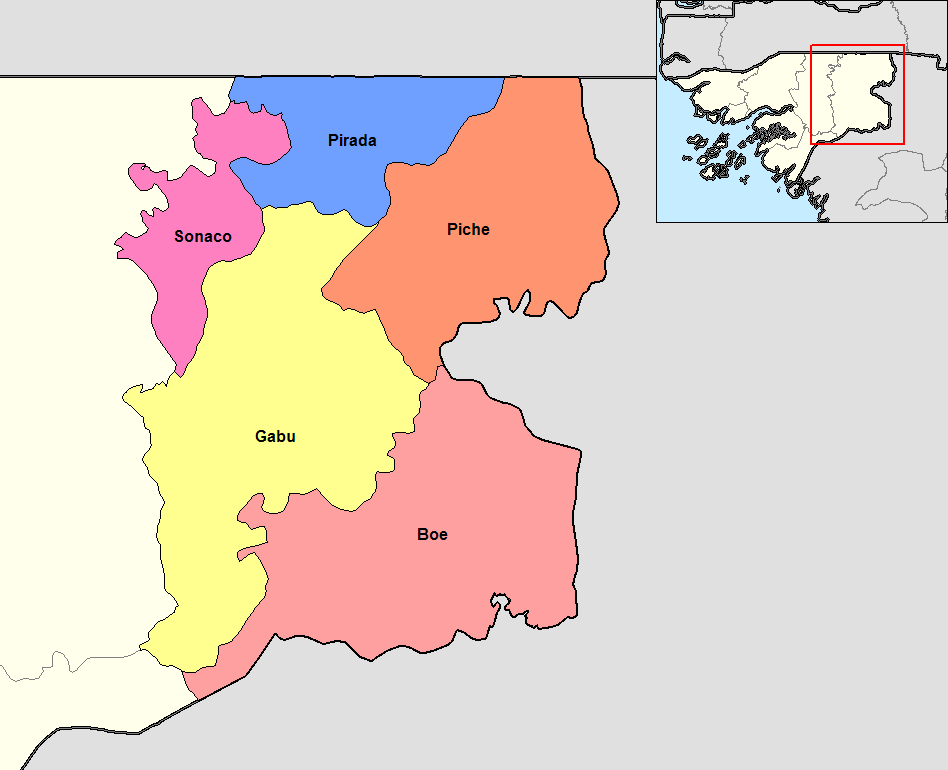
Secteurs de la région de Gabu

La région est divisée en 5 secteurs :
- Boé
- Gabú
- Pitche
- Pirada
- Sonaco